# 조동건
조동건(趙東建, 1986년 4월 16일 ~ )은 대한민국의 축구 선수로, 포지션은 공격수이다.

## 축구인 경력

### 클럽 경력
2008 K리그 드래프트를 통해 성남 일화 천마에서 입단하여 2008 K리그에서 시즌 초반 연속 골을 몰아넣는 등 큰 활약을 펼쳐 신인왕 후보로 부각되었으나 시즌 중반에 당한 부상으로 많은 경기를 소화하지 못해 신인왕 수상은 좌초되었다.
2008년 성남에 데뷔한 조동건은 당시 성남의 공격을 이끌던 모따와 두두의 옆에서 환상적인 골 결정력을 보여주면서 성남 팬들의 큰 기대를 받았다. 특히 2008년 4월 6일에 열린 2008 K리그 4라운드 경기인 전남 드래곤즈와의 홈 경기에서 2골을 넣으며 강한 인상을 남겼고, 특히 승부를 마무리 지은 2번째 골은 골키퍼의 키를 넘기는 칩 샷을 멋지게 성공하여 화제에 오르기도 했다. 당시 그는 "그냥 골키퍼가 앞에 나와서 찍어 찼을 뿐"이라고 밝혀 '무서운 신인'이라는 평가를 받았다.
그러나 2008년 5월 25일 FC 서울과의 경기에서 김한윤의 백태클에 부상을 당하여 장기간 부상으로 고생한 이후, 몸을 사리는 플레이를 펼치게 되어 이전의 현명한 플레이는 찾아볼 수가 없게 되었다. 특히 드리블을 할 때 공만을 쳐다보면서 드리블을 하여 좁은 시야를 갖게 된 것도 특징이다.
부상에서 복귀한 2009년 힘든 시기를 거치고 나서 2010년 회복세를 기록하더니 그 해 성남의 2010 아시아 챔피언스리그 4강 2차전에서 결정적인 골을 터뜨리면서 성남을 대회 결승으로 이끌었고, 결승전에서는 사샤 오그네노브스키의 첫 번째 골과 조병국의 두 번째 골을 도우며 팀이 조바한을 상대로 3-1 승리를 거두는 데 이바지 하였다.
2011년, 리그 초반 상당히 많은 경기에서 찬스를 놓치며 팀의 부진에 일조했고, 계속 이어진 부진때문에 팬들의 많은 비난을 받았으나 2011년 FA컵 결승전에서 결승골을 터트리며 그간의 부진을 씻어냈다. 팀에서 최다 득점자로 이름을 올리고 있지만 아직도 성남 팬들 사이에서는 '쉬운 골을 못 넣는 선수'라고 불리며 애증의 대상이 되었다.
2012 시즌을 앞두고 황재원과 트레이드되어 수원 삼성 블루윙즈로 이적하였다. 개막 이후 4월 중순까지 리그 5경기에 출전하였으나 부상으로 3개월 간 결장하였다.
2014시즌 중, 팀 동료 곽광선, 이현웅과 함께 상무에 입대하였고, 2016년 2월 18일 제대하여 수원 삼성 블루윙즈로 복귀하였다. 복귀했지만 활약은 미약했다.
2017년 2월 10일 일본 J1리그의 사간 도스로 이적하였다.

### 대표팀 경력
2009년, 성남의 주축 공격수로 활약하며 국가대표팀에 승선해 8월 12일 파라과이와의 친선경기에 출전해 A매치 데뷔전을 치렀다.

## 수상

### 클럽
성남 일화 천마
- AFC 챔피언스리그 : 우승 1회 (2010)
- FA컵 : 우승 1회 (2011)

 수원 삼성 블루윙즈
- FA컵 : 우승 1회 (2016)

 상주 상무
- K리그 챌린지 : 우승 1회 (2015)

## 학력
- 이리동초등학교
- 이리동중학교
- 이리고등학교
- 건국대학교